# 金基夫齊
48°46′25″N 25°44′54″E / 48.77361°N 25.74833°E
金基夫齊（烏克蘭語：Гиньківці），是烏克蘭的村落，位於該國西部捷爾諾波爾州，由喬爾特基夫區負責管轄，始建於1427年，面積1.54平方公里，2001年人口350，人口密度每平方公里227.3人。